# CorelDRAW
CorelDRAW – produkt kanadyjskiej firmy Corel Corporation – pakiet programów graficznych wchodzących w skład jednego produktu, służący początkowo do obróbki grafiki wektorowej, z czasem wzbogacany o kolejne programy dotyczące różnorodnych zastosowań grafiki komputerowej.
| Wersja    | Rok wydania | Skład pakietu | Nowości | Zmiany | Zniknęło                                                           |
| --------- | ----------- | --- | --- | --- | ------------------------------------------------------------------ |
| ver. 1    | 1989        | Program do grafiki wektorowej. | | Wersja działająca na GUI Windows 1.0 |                                                                    |
| ver. 2    |             | | | Wersja pod system OS/2 | Wbudowane pliki interfejsu Windows 1.0                             |
| ver. 3    | 1993        | | Działa w systemie Windows 3.x | Pojawiło się wiele wersji językowych (wraz z polską) | Własny format czcionek                                             |
| ver. 4    |             | | | |                                                                    |
| ver. 5    |             | CorelDRAW 5, Corel VENTURA 5, Corel PHOTO-PAINT 5, CorelCHART 5, CorelMOVE 5, CorelSHOW 5 i inne programy narzędziowe innych firm (w tym Adobe)                                                                           | dodano program do składu DTP Corel VENTURA 5 | dodano wycinanie i przezroczystość, inne funkcje rozbudowano |                                                                    |
| ver. 6    |             | | | jednoczesna obsługa wielu dokumentów w CorelDRAW 6, zniesienie ograniczenia pliku do 16 MB w Corel PHOTO-PAINT 6 | program do składu DTP Corel VENTURA (sprzedawany tylko oddzielnie) |
| ver. 7    | 1997        | CorelDRAW 7, Corel PHOTO-PAINT 7, Corel DREAM 3D i inne | | |                                                                    |
| ver. 8    |             | | | |                                                                    |
| ver. 9    | 1999        | CorelDRAW 9, Corel PHOTO-PAINT 9, CorelTRACE, Corel CAPTURE 9, Microsoft Visual Basic for Applications 6, Bitstream Font Navigator 3.0, Canto Cumulus LE 4.0                                                              | możliwość jednoczesnej pracy z kilkoma paletami kolorów, publikowanie zaawansowanych dokumentów w formacie PDF, obsługa formatu PSD z zachowaniem warstw | |                                                                    |
| ver. 10   |             | | Możliwość zapisu w formacie SVG. | |                                                                    |
| ver. 11   | 2002        | Bitstream Font Navigator, Corel Photo-Paint 11, Corel Draw 11, Corel Trace 11, Corel Capture 11, Corel R.A.V.E 2.0, Duplexing Wizard, SB Profiler                                                                         | | |                                                                    |
| ver. 12   | 2004        | CorelDRAW 12, Corel PHOTO-PAINT 12, Corel R.A.V.E. 3, CorelTRACE 12, CorelCAPTURE 12, Bitstream Font Navigator 5, Kodak Digital Science color management system, Microsoft Visual Basic for Aplications 6.3               | Dynamiczne prowadnice, pełna obsługa znaków w standardzie Unicode, inteligentny ołówek, inteligentne usuwanie fragmentów | rozszerzone możliwości biblioteki symboli, wyrównywanie i rozkład |                                                                    |
| ver. X3   | 2006        | CorelDRAW X3, Corel PHOTO-PAINT X3, Corel CAPTURE X3, Bitstream Font Navigator 5, Duplexing Wizard, SB Profiler | Corel PowerTrace jako zintegrowane narzędzie | | Corel R.A.V.E., CorelTRACE                                         |
| ver. X4   | 2008        | CorelDRAW Graphics Suite X4: CorelDRAW X4, Corel PHOTO-PAINT X4, Corel CAPTURE X4, Bitstream Font Navigator, Duplexing Wizard, SB Profiler                                                                                | obsługa plików RAW bezpośrednio z aparatów, ConceptShare – współpraca online z klientami nad projektami | |                                                                    |
| ver. X5   | 2010        | CorelDRAW Graphics Suite X5: CorelDRAW X5, Corel PHOTO-PAINT X5, Corel CAPTURE X5, Corel® PowerTRACE™ X5, Corel® CONNECT, Barcode wizard, Duplexing wizard, Bitstream® Font Navigator®, SWiSH miniMax™ 2, PhotoZoom Pro 2 | | |                                                                    |
| ver. X6   | 2012        | CorelDRAW Graphics Suite X6 | | |                                                                    |
| ver. X7   | 2014        | CorelDRAW Graphics Suite X7 | | |                                                                    |
| ver. X8   | 2016        | CorelDRAW Graphics Suite X8 | - Praca z systemem Windows 10 i wyświetlaczami o rozdzielczości 4K - Corel Font Manager - Kopiowanie segmentów krzywej - Funkcja Rozmywanie gaussowskie - Narzędzie Klonowanie korygujące - Dostosowywanie obszaru roboczego - Pomoc przy rozpoczęciu pracy - Okno dokowane Pobierz więcej - Społeczność autorów rozwiązań wykorzystujących pakiety CorelDRAW i SDK - Okno dialogowe Obramowanie i przelotka - Wysokiej jakości zasoby bez opłat licencyjnych | - Zgodność z większą ilością rozszerzeń -Opcje filtrowania i wyszukiwania czcionek -Materiały szkoleniowe i porady ekspertów -Proste tworzenie profesjonalnych witryn internetowych -Narzędzie Nóż -Okno dialogowe Wyprostuj obrazek |                                                                    |
| ver. 2017 | 2017        | CorelDRAW Graphics Suite 2017: CorelDRAW 2017, Corel PHOTO-PAINT® 2017, Corel Font Manager™ 2017, Corel CONNECT™ 2017, Corel CAPTURE™ 2017, Corel Website Creator™, Corel PowerTRACE™ 2017                                | Narzędzie LiveSketch™, zaawansowane ulepszenia rysika, niestandardowe kształty węzłów, obsługiwany dotykiem interfejs użytkownika | |                                                                    |
| ver. 2018 | 2018        | CorelDRAW Graphics Suite 2018: CorelDRAW 2018, Corel PHOTO-PAINT® 2018, Corel Font Manager™ 2018, Corel CONNECT™ 2018, Corel CAPTURE™ 2018, Corel Website Creator™, Corel PowerTRACE™ 2018                                | Narzędzia do rysowania: Tryb Symetria, Narzędzie Cień blokowy, Wygląd narożników w liniach przerywanych i konturach, Pointillizer, Narzędzie Uderzenie, Wyrównywanie i rozmieszczanie węzłów, Interakcyjne prostowanie zdjęć. Interfejs użytkownika: Wskaźnik postępu zapisywania pliku, Stosowanie wypełnień i przezroczystości oraz zarządzanie nimi. Obróbka zdjęć i grafik: PhotoCocktail, Powiększanie dwuliniowe, Interakcyjne dostosowywanie perspektywy na zdjęciach, AfterShot 3 HDR, Scalanie zdjęć HDR. Typografia: Filtr czcionek Uprawnienia do osadzania, Corel Font Manager™. Dostęp do zasobów projektowych: Domyślna lokalizacja folderów. Narzędzia układu strony: Włączanie i wyłączanie przyciągania, Dopasowywanie obiektów do ścieżki, Efekt Dodaj perspektywę, Stosowanie obwiedni do map bitowych. Internet: Publikowanie w WordPressie. Tok pracy projektowej: Licznik projektu, Zaawansowane funkcje obsługi rysika, Obsługa kontrolera Microsoft Surface. Wydajność: Podgląd wektorowy, Podgląd wektorowy wykorzystujący GPU. | |                                                                    |
| ver. 2019 | 2019        | CorelDRAW Graphics Suite 2019: CorelDRAW 2019, Corel PHOTO-PAINT® 2019, Corel Font Manager™ 2019, Corel CONNECT™ 2019, Corel CAPTURE™ 2019, Corel Website Creator™, Corel PowerTRACE™ 2019                                | Narzędzia do rysowania: Niedestrukcyjne efekty. Interfejs użytkownika: Okno dokowane Obiekty, Opcje toku pracy. Internet: CorelDRAW.app Tok pracy projektowej: Tok pracy z pikselami, Okno dokowane Znajdź i zamień. Drukowanie i publikowanie: Obsługa 64-bitowego sterownika skanera TWAIN. Zasoby: Nowoczesne szablony. | Dostęp do zasobów projektowych: Zarządzanie zasobami cyfrowymi (ulepszenie), Tok pracy z szablonami (ulepszenie). Drukowanie i publikowanie: Wydruk seryjny (ulepszenie), Obsługa plików PDF/X (ulepszenie). Wydajność: ulepszenie   |                                                                    |